# EUR 말리아나역
EUR 말리아나역(이탈리아어: EUR Magliana)은 EUR에 위치한 로마 지하철 B선의 역 중 하나이다. 이 역은 1924년도에 개통했으며 로마-리도 선 말리아나 철도역과 환승이 가능하다. 이 역은 원래 말리아나 오스티엔세역(Magliana Ostiense)이었지만 나중에 EUR 말라이나역으로 개명했다.

## 시설
EUR 말리아나 역에는 다음과 같은 시설이 있다.
- 매표소
- 962석의 파크 앤드 라이드 시설
- 장애인 전용 승차시설
- 역 감시카메라 (CCTV)

## 역 주변
- 이탈리아 올림픽 위원회의 트레 폰타네 스포츠 종합 운동장
- 트레 폰타네 대수도원 (Abbazia delle Tre fontane)
- 조반니 쿠에리니, 에르네스토 부르노 라 파둘라, 마리오 로마노가 만든 치빌타 이탈리아나 궁전 (Palazzo della Civiltà Italiana, 또는 Palazzo della Civiltà del Lavoro o Colosseo Quadrato)
- 콘그레시 궁전
- 산티 피에트로 에 파올로 성당 교구 (Basilica parrocchiale dei Santi Pietro e Paolo)
- 치비타 로마나 박물관 (Museo della Civiltà Romana)
- 마르코니 오벨리스크